# لوثر بيربانك
لوثر بيربانك (بالإنجليزية: Luther Burbank)‏ (7 مارس 1849 - 11 أبريل 1926) كان عالم نباتات وبستنة ورائدًا في مجال العلوم الزراعية. طور أكثر من 800 سلالة وصنف من النباتات على مدى 55 عاماً من حياته المهنية. تضمنت إبداعات بيربانك المتنوعة الفواكه والزهور والحبوب والأعشاب والخضروات. طور صبارًا خاليًا من الأشواك (مفيد في تغذية الماشية) والبلمكوت.
تشمل الأصناف والسلالات الأكثر نجاحاً التي طورها بيربانك الشاستا ديزي وخشخاش النار (قد يحدث خلط بينها وبين زهرية كاليفورنيا البرية التي تسمى أيضاً خشخاش النار)، دراق جوالي إيلبرتا، برقوق سانتا روزا، خوج الذهب الناري، برقوق ويكسون (التي سميت باسم عالم الهندسة الزراعية إدوارد ج. ويكسون)، الخوخ الخالي من البذور والتوت البري الأبيض. أصبح المتغير الوراثي الطبيعي لبطاطا بيربانك ذات القشر الروزيتي معروفاً فيما بعد باسم بطاطا بيربانك الروزيتية. هذه البطاطا الكبيرة ذات القشرة الخارجية البنية والداخل الأبيض غدت سائدة على مستوى العالم في مجال تصنيع الأغذية. ابتكرت بطاطا بيربانك الروزيتية في الواقع للمساعدة في خضم الوضع المدمر الذي ساد أيرلندا بعد المجاعة الكبرى. ابتكر هذا التنوع المعين في البطاطا من قبل بيربانك للمساعدة في «إعادة إحياء المحصول الرائد في البلاد» فهي مقاومة للفحة المتأخرة. اللفحة المتأخرة مرض انتشر ودمر محاصيل البطاطا في جميع أنحاء أوروبا، وتسبب في فوضى شديدة في أيرلندا بسبب الاعتماد الكبير على البطاطا كمحصول أساسي.

## حياته وعمله
ولد بيربانك في لانكستر بولاية ماساتشوستس، ونشأ في مزرعة وتلقى التعليم حتى المرحلة الثانوية فقط في أكاديمية مقاطعة لانكستر. كان الثالث عشر من أصل خمسة عشر طفلاً واستمتع بالنباتات في حديقة والدته الكبيرة. توفي والده عندما كان عمره 18 عاماً، واستخدم بيربانك ميراثه لشراء قطعة أرض مساحتها 17 فداناً (69000 متر مربع) بالقرب من مركز لونينبورغ، وطور فيها بطاطا بيربانك. باع بيربانك حقوق البطاطا التي طورها مقابل 150 دولار واستخدم المال ليسافر إلى سانتا روزا كاليفورنيا عام 1875. في وقت لاحق، أدى نشاط نباتي طبيعي (نمو شاذ يمكن إنتاجه بشكل موثوق في الزراعة) لبطاطا بيربانك بالقشرة الروزيتية إلى اختيارها وتسميتها بطاطا بيربانك الروزيتية. تعد بطاطا بيربانك الروزيتية حالياً أكثر بطاطا مزروعة على نطاق واسع في الولايات المتحدة الأمريكية. نسبة كبيرة من بطاطا ماكدونالدز المقلية مصنوعة من هذا الصنف.
اشترى بيربانك في سانتا روزا قطعة أرض مساحتها 4 فدان (16000 م 2) وأنشأ دفيئة وحاضنة وحقولًا تجريبية استخدمها لإجراء تجارب تهجين على النباتات، مستوحاة من «تنوع الحيوانات والنباتات تحت التهجين» الذي كتبه داروين. (هذا الموقع مفتوح الآن للعامة كمنتزه للمدينة تحت اسم لوثر بيربانك هوم آند غاردينز). اشترى فيما بعد قطعة أرض مساحتها 18 فداناً (7.3 هكتار) في مدينة قريبة من سيباستوبول، واسمها غولد ريدج فارم.
أصبح بيربانك معروفاً من خلال كتالوجات نباتاته، والأكثر شهرةً هو الذي يعود إلى عام 1893 باسم «إبداعات جديدة في الفواكه والأزهار»، ومن خلال كلام زبائنه الراضين وكذلك التقارير الصحفية التي أبقته في الأخبار طوال العقد الأول من القرن.
في نفس العام اكتشفت شركة ستارك بروز نيرسري وأوركاردس التفاحة «الشهية»، وهي ثمرة مُطَوّلة بخمس نتوءات عند النهاية الكأسية. لفتت التفاحة غريبة الشكل انتباه بيربانك، المزدرع المشهور ومبرعم الأشجار والنباتات والأزهار. أطلق على التنوع الجديد «الشهي» بأنه أفضل تفاح منكه في العالم. بدأ في عام 1893 تعاون ستاركس مع لوثر بيربانك وأصنافه الجديدة الرائعة من الفاكهة.
كان كلارينس ماكدويل من بين الذين كان لديهم بعد نظر كاف لإدراك إمكانيات عمل بيربانك، وذهب إلى كاليفورنيا مناشداً بيربانك. بعد التحدث إليه في سانتا روزا ورؤية نتائج تجاربه، كان كلارينس مقتنعاً بأن بيربانك كان على صواب وأن منتقديه من الأساتذة كانوا مخطئين. استاء كلارينس عندما رأى أن بيربانك يدير شركة صغيرة للبذور والحضن في محاولة تمويل تجاربه وتوفير لقمة عيشه، إذ كان من الواضح أنه ليس قادراً على إدراك إمكانياته في ظل هذه الظروف الضئيلة.
قال كلارينس لبيربانك: «لا أعتقد أنك ستحقق نجاحاً حقيقياً في مجال الحضانة لأن قلبك ليس فيه، ولكن إن تابعت في مجال التهجين الذي تعمل به فأعتقد أنك ستحقق تقدماً كبيراً في المجال الذي اخترته. لإثبات إيماننا الصادق بعملك، ستقدم لك شركتنا 9000 دولار إذا سمحت لي باختيار ثلاثة من هذه الفاكهة الجديدة التي أريتني إياها».
غالباً ما كان بيربانك ينسب جعل عمله مربحاً إلى عائلة ستارك. في المقابل، انضم بعد ذلك إلى توماس إديسون لدعم بول ستارك الأب في معركته للحصول على تشريع براءات الاختراع لمربي النباتات. كان للوثر، إلى جانب المساعدة المادية بقيمة 9000 دولار التي تلقاها من كلارينس، نادي معجبين باسم جمعية لوثر بيربانك. أخذت المجموعة على عاتقها أن تنشر اكتشافاته وتدير شؤونه التجارية، ما يوفر له بعض الوسائل الإضافية للعيش.
من عام 1904 إلى عام 1909، تلقى بيربانك عدة منح من معهد كارنيجي لدعم أبحاثه المستمرة حول التهجين. تلقى الدعم أيضاً من أندرو كارنيجي صاحب العقل العملي شخصياً، أكثر من مستشاريه الذين اعترضوا بحجة أن بيربانك لم يكن «علمياً» في أساليبه.
أوهنت الاختلاطات المعدية الهضمية والفواق العنيف بيربانك في الأسبوعين الأخيرين من حياته، التي كان سببها في نهاية المطاف نوبة قلبية. كانت إليزابيث (زوجته)، وأخته، عند سريره عندما توفي في 11 أبريل 1926. دفن عالم النبات الشهير في مقبرة غير مميزة في سانتا روزا كاليفورنيا.
مع اقتراب حياة بيربانك من نهايتها، ظهر السؤال حول من الذي سيواصل عمله، وكان من الطبيعي أن يهتم الكثيرون بذلك. قبل وفاته في أبريل 1926، تحدث لوثر بيربانك بهدوء مع زوجته وقال:
«إن أصابني مكروه فسيتعين عليك التخلص من التجارة والعمل لأنك غير قادرة على مواصلته، لا توجد أكثر من عشر منظمات في العالم مجهزة لمواصلته، ومن بينها جميعاً هناك واحدة فقط أعتقد أنها قادرة حقاً على الاستفادة منه».
عيّن شركة ستارك بروز نيرسري وأوركاردس لمواصلة عمله. حدث جدال كبير حول ما إذا كان أوصي بالنباتات تقنياً إلى ستارك بروز، وكان الجواب بالنفي. ترك كل شيء لإليزابيث؛ المال والممتلكات الشخصية والعقارات وسندات المرافق البلدية والنباتات والبذور الغالية. تواصلت إليزابيث أولًا مع جامعتي بيركلي وستانفورد لتأخذ الجامعتين أو أحدهما المزرعة التجريبية، لكنها باعتها لستارك عندما لم تعجبها العروض. دخلت السيدة بيربانك بصفقة مع أخوة ستارك في الثالث والعشرين من أغسطس عام 1927 ليأخذوا ما يريدون من ممتلكات بيربانك. تضمن العقد ملكية اسم الأعمال وكل معلومات الزبائن. وفر عقد أمضي في السادس من سبتمبر حقوقًا حصرية لبيع التجارب غير المكتملة بفواكه سبياستوبول (عدا الملكية والفارقة) لعشر سنوات. امتلكت شركة ستارك وإخوانه حق التجديد. تضمنت فواتير الضرائب مدفوعات بقيمة 27 ألف دولار للسيدة بيربانك. تضمن استخراج أنواع جديدة من الفواكه والأزهار التي طورها بيربانك (لكنها لم تسوق أبدًا) 120 نوع من البرقوق و18 نوعًا من الخوخ و28 نوع من التفاح و500 نوع من الأزهار المهجنة و30 نوع من الكرز و34 نوع من الإجاص و52 نوع من السوسنيات وأنواع أخرى كثيرة. قدمت شركة ستارك وإخوانه عددًا من هذه الأنواع في فهرسها.
حتى عام 1931 وقعت المزرعة التجريبية في نوع من الإهمال لذا أرسلت شركة ستارك وإخوانه مبعوثين لاسترداد شتلات الفاكهة والجوز والزينة الواعدة، وفي عام 1931 باعت الشركة الأزهار والخضار والبذور لشركة بوربي سيد. حضر ج. ب. كيل من شركة ستارك وإخوانه ونسق الجهود وعمل هناك من عام 1931 حتى عام 1934. في السنوات التالية عملت إليزابيث مع شركة ستارك للحصول على براءة اختراع لستة عشر نوع من الفواكه والأزهار طورها بيربانك. سميت براءات الاختراع باسم لوثر بيربانك المتوفى بصفته مخترعًا، من قبل إليزابيث ووترز بيربانك المنفذة لممتلكاته. في عام 1935 أنهت شركة ستارك الاتفاق مع السيدة بيربانك (أو العكس).
فرقت السيدة بيربانك بعد ذلك أغلبية الحدائق لتقسيمها. باعت ما تبقى من الممتلكات (باستثناء المنزل والدفيئة) لكلية سانتا روزا جونيور لاستخدامها كأرضية تدريب. استمر هذا حتى عام 1954 (بقي ج. ب. كيل بصفته قائمًا بالأعمال). بعد عشرين عامًا، استحوذت المدينة على ملكية العقار (والتي تعرضها حاليًا بصفتها مكانًا عامًا مجانيًا). تضمنت الحدائق زهرة عديمة الأشواك، صبارًا عديم الرائحة، ذرة قوس قزح، شجرة توت هجينة (كان يأمل بيربانك ان تطلق هذه الشجرة صناعة الحرير الأمريكية) ونبتة الاحتراق المذهلة الحمراء.
حافظت شركة ستارك على إيمانها بثقة بيربانك في بساتين الاختبار في لويزيانا، ميسوري وسيباستوبول، كاليفورنيا وأتلاس، إلينيوي، وما زالت تحتفظ بهذه الثقة. يقع مركز الحدائق في مبنى لوثر بيربانك. أنتجت شركة ستارك وإخوانه (أو اكتشتفت) أصنافًا أو سلالات متفوقة لأكثر من 300 نوع من الإجاص والبرقوق والخوخ والكرز والعنب والخوخ المجفف والفراولة والتوت ونبات الزينة. تُعد هذه الاكتشافات نتيجة مباشرة لاختيارهم تنفيذ تجارب لوثر. أشارت شركة ستارك في معظم الاحيان بامتنان أنها لم تكن لتصبح شركة ناجحة لولا تعاونها مع لوثر بيربانك. أدخل اسم لوثر بيربانك العظيم بعد موته إلى قاعة مشاهير المخترعين الوطنين في العاشر من فبراير عام 1986 من قبل الرئيس آنذاك كلاي ستارك لوغان وهو شرف كبير له ولأسرة ستارك.

## وصلات خارجية
- لوثر بيربانك على موقع الموسوعة البريطانية (الإنجليزية)
- لوثر بيربانك على موقع إن إن دي بي (الإنجليزية)